# Diego Madrigal
Pour les articles homonymes, voir Madrigal (homonymie).
Diego Josué Madrigal Ulloa (né le 19 mars 1989 à San José au Costa Rica) est un footballeur international costaricien, qui joue au poste d'attaquant.